# Distrikt Huancaray
Der Distrikt Huancaray liegt in der Provinz Andahuaylas in der Region Apurímac in Südzentral-Peru. Der Distrikt wurde am 7. Januar 1961 gegründet. Er hat eine Fläche von 111 km². Beim Zensus 2017 wurden 3965 Einwohner gezählt. Im Jahr 1993 lag die Einwohnerzahl bei 4583, im Jahr 2007 bei 4387. Die Distriktverwaltung befindet sich in der 2902 m hoch gelegenen Ortschaft Huancaray mit 452 Einwohnern (Stand 2017). Huancaray liegt knapp 19 km südwestlich der Provinzhauptstadt Andahuaylas. 

## Geographische Lage
Der Distrikt Huancaray liegt im Andenhochland im Westen der Provinz Andahuaylas. Der Río Huancaray, rechter Nebenfluss des Río Pampas, durchquert den Distrikt in westnordwestlicher Richtung.
Der Distrikt Huancaray grenzt im Westen an den Distrikt San Antonio de Cachi, im Norden an den Distrikt Santa María de Chicmo, im Osten an den Distrikt Turpo sowie im Süden an die Distrikte Tumay Huaraca und Chiara.